# Unryu Suganuma
Unryu Suganuma (菅沼雲龍, Suganuma Unryu), né en 1964, est un universitaire japonais, spécialiste des relations internationales, particulièrement entre la Chine et le Japon.

## Biographie
Élevé en Chine et au Japon, Suganuma obtient une maîtrise en études chinoises à l'université de Saint John à New York en 1992 et une maîtrise en relations internationales à l'université de Syracuse en 1993. Sa thèse de doctorat lui est décernée par la Maxwell School of Citizenship and Public Affairs en 1996.

## Carrière
Suganuma est professeur agrégé de géographie à l'université d'Oberlin à Tokyo. Ses recherches portent sur la justification historique de l'espace territorial et les arguments historiques des différends territoriaux ou irrédentisme régulièrement avancés dans les débats prétendant à de « nouveaux territoires » par de nombreux États. Sa thèse principale est que les personnes vivant dans des endroits différents au cours de périodes différentes ont des conceptions différentes de l'espace territorial.
Suganuma fait valoir que s'« il doit y avoir un point de friction susceptible de déclencher une troisième guerre sino-japonaise, il porte sur la possession des îles Diaoyu dans la mer de Chine orientale »

## Ouvrages (sélection)
Dans un aperçu statistique relatif aux écrits de et sur Unryu Suganuma, l'OCLC/WorldCat comprend environ 7 ouvrages dans 12 publications en 2 langues et 461 dépôts en bibliothèque
- Historical Justification of Sovereign Right over Territorial Space of the Diaoyu/Senkaku Islands: Irredentism and Sino-Japanese Relations (1996)
- Sino-Japanese Economic Relations 1982-1987: Nakasone Policies toward China (1996)
- Japanese Yen credits to China: Geopolitical, Geoeconomic, and Geo-strategic Considerations of Sino-Japanese Economic Relations, 1979-1994 (1998)
- 中國歷史文化研究 : 《九州》特刊 (2001)
- Sovereign Rights and Territorial Space in Sino-Japanese Relations: Irredentism and the Diaoyu/Senkaku Islands (2000)
- 中日关系与领土主权 (History of Sino-Japanese Relations: Sovereignty and Territory (2007)
- Local Environmental Movements: a Comparative Study of the United States and Japan (2008)

## Source
- (en) Cet article est partiellement ou en totalité issu de l’article de Wikipédia en anglais intitulé « Unryu Suganuma » (voir la liste des auteurs).